# ساندي ستيوارت (مغنية)
ساندي ستيوارت (بالإنجليزية: Sandy Stewart)‏ هي مغنية أمريكية، ولدت في 10 يوليو 1937 في فيلادلفيا في الولايات المتحدة.

## وصلات خارجية
- ساندي ستيوارت على موقع IMDb (الإنجليزية)
- ساندي ستيوارت على موقع ميوزك برينز (الإنجليزية)
- ساندي ستيوارت على موقع قاعدة بيانات الفيلم (الإنجليزية)